# Voz (música)
La voz, un sonido producido por el aparato fonador del ser humano o de otros animales cuando el aire se expulsa a través de la laringe (lo que hace que vibren las cuerdas vocales), es un instrumento musical.

## Definición
Los seres humanos, desde hace ya mucho tiempo, han utilizado su propia voz para producir música con distintos fines, como rituales, ceremonias, conmemoraciones de dioses paganos u otros eventos.
En cada cultura la voz se maneja de manera diferente de acuerdo con el estilo musical propio. Cada voz humana es distinta y, por tanto, la clasificación no siempre es fácil. En occidente las voces humanas se clasifican con base en dos conceptos: la tesitura y el timbre.
La tesitura es la gama de notas en la que una voz canta más cómodamente. El timbre, como se menciona al tratar las cualidades del sonido, es la característica especial que distingue una voz de otra. Generalmente una voz de tesitura aguda tiene un timbre delgado o claro, mientras que una de tesitura grave tendrá un timbre grueso u oscuro. Cada voz es diferente y puede haber excepciones en cuanto a la correspondencia tesitura-timbre. Aunque existen descripciones más detalladas, los tipos de voz humana son los siguientes:
- En la voz masculina, las voces claras son las del tenor y del contratenor, y las oscuras, las del barítono y del bajo. Sin embargo, hay algunas excepciones, pues es posible encontrar tenores con un timbre más oscuro, como el tenor dramático o el lírico-spinto, que forma parte también de las voces oscuras.
- En el caso de las voces femeninas, las voces claras son las de soprano, donde también hay, como en el caso masculino, excepciones: soprano dramática y soprano lírica-spinto). Las voces oscuras femeninas son las de mezzosoprano y contralto, esta última muy poco frecuente.

Es importante mencionar que la voz es un instrumento determinado desde el nacimiento: cada persona tiene ya un tipo específico de voz, y lo que se hace es trabajar con ella. Los tipos de voz son determinantes para los personajes de la ópera. Sin embargo, un cantante solo podrá cantar representando al personaje que vaya de acuerdo con su textura y su tipo de voz.
En el caso de los coros, solo se utilizan cuatro voces: soprano, contralto, tenor y bajo, mientras que las voces intermedias se representan con las otras dos.

## Concepto
La emisión consciente de la voz y la emisión consciente de sonidos producidos utilizando el aparato fonador se conoce como canto. El canto tiene un rol fundamental en el arte de la música, ya que es el único instrumento musical capaz de integrar palabras a la línea melódica.
El sonido vocal se produce en una acción física combinada. Las partes son el apoyo, la función combinada de mucosidad, cuerdas y músculos vocales (messa di voce) y de la resonancia y supresión de los armónicos del sonido emitido de la laringe al tracto vocal (boca, cabeza).
El espectro de armónicos representa la distribución de frecuencias y amplitudes de las distintas ondas sonoras que componen una voz y su timbre el cual es individual para cada persona. En la pedagogía de canto, el proceso de despertar ciertos armónicos para hacer la voz brillante se denomina comúnmente resonancia. Sin embargo, del sonido inicial de la laringe, solo un 20 por ciento se emite efectivamente como sonido vocal; el resto queda suprimido por el tracto vocal. Por lo tanto, se habla más bien de una filtración parcial del sonido inicial. Aunque la formación ósea de cada persona es predefinida, la forma correcta de emitir el sonido al tracto vocal se puede aprender a través de entrenamiento constante. Resulta que las voces percibidas como prominentes y brillantes son las que tienen una fuerte proporción del formante entre 2.800 Hz y 3.200 Hz.
Una voz se deja distinguir por el ámbito, el timbre vocal y la forma de vibrato. La conformación individual de laringe y tracto vocal es la razón por la cual el cantante individual es más distinguible por su sonido vocal, que un instrumento musical de otro del mismo tipo. La técnica vocal no enfoca primariamente el virtuosismo instrumental, sino la formación de la emisión correcta del sonido. Como el aparato fonador y el diafragma no son accesibles a través de sensaciones nerviosas, el profesor de canto tiene que usar métodos indirectos de influir en la voz, como imágenes, sensaciones musculares en órganos adyacentes y el entrenamiento del tracto vocal. El método más eficaz es la interferencia entre el sistema auditivo y la laringe; es decir, la atención al sonido mejora el sonido.

## Vibrato
En una voz entrenada, hay una oscilación notoria de amplitud y frecuencia del sonido que se denomina vibrato. Hay vibratos con frecuencias de entre 3 y 9 Hz. La frecuencia óptima, percibida como agradable y orgánica, es de 4,5-5,5 Hz. El vibrato controla la coordinación entre voz de cabeza (vibración de la capa mocosa) y voz de pecho (vibración de ligamento y musculus vocalis). Según Peter-Michael Fischer (1993), pueden distinguirse tres formas de vibrato:
- onda espirativa, inducida por el diafragma
- onda de glotis, inducida por la glotis, y
- onda compleja, tremor combinado entre glotis y diafragma.

## Ámbito y tesitura
El ámbito vocal es el marco total de frecuencias que puede generar un tracto vocal. Se mide por la frecuencia más grave y más aguda posibles. Dentro del ámbito, el volumen sube de la nota grave a la nota de arriba. Las notas más graves comúnmente no son aplicables a la música por la falta de volumen; las notas más agudas tampoco, por el volumen descontrolado. Por eso, para la música clásica, se define una zona apta para el uso musical que se llama tesitura. Esta es más pequeña que el ámbito y consiste en las notas que se pueden producir con una calidad apta para el uso musical. A través de tesitura y el timbre, las voces se pueden clasificar.[cita requerida]
Durante la adolescencia, todas las voces cambian de un ámbito agudo a un ámbito más grave, debido al cambio hormonal. Esa mutación es más marcada en voces masculinas que en voces femeninas. Mientras que una voz femenina muta alrededor de una tercia mayor, la voz varonil muta comúnmente alrededor de una octava. Antes de la mutación, un niño puede cantar como soprano o alto. Durante la mutación la voz cambia dentro del marco de una octava. El fenómeno de la mutación está bien documentado en el cantante alemán Peter Schreier, a través de grabaciones antes y después de la mutación. En el barroco se castraba a los niños cantores para mantener la voz infantil en el cuerpo adulto. Los castrati fueron las verdaderas estrellas de la ópera barroca.

## Las distintas prácticas vocales
A lo largo del tiempo, las concepciones sobre la forma de cantar variaron según los requerimientos de las distintas obras a realizar: voz abierta, blanca y lisa para la polifonía antigua y barroca, como asimismo abierta y clara en los belcantistas; oscura cubierta y con gran proyección del canto operístico del Romanticismo, etcétera. Se debe considerar además las distintas lenguas que condicionan también el tipo de emisión, como por ejemplo:
- la técnica francesa
- la técnica alemana
- la técnica italiana
- las técnicas modernas

El color de voz es la técnica empleada, o bien la conducta vocal, que determina el color del canto, siendo éste claro u oscuro. Dentro del color, la eufonía ("buen sonido") es el matiz que el cantante emplea en la emisión vocálica: puede presentarse una eufonía clara u oscura.[cita requerida]

### La práctica francesa
La lengua francesa es nasalizada con vocales y consonantes que suenan en la nariz, muy difíciles de reproducir para quien no tiene este idioma comolengua materna. Esta técnica busca la resonancia en la “máscara” en la parte alta de la nariz y utiliza una respiración fundamentalmente intercostal.
La articulación de la lengua francesa nasalizada hace descender el velo del paladar, por lo que debe tomarse esta técnica con mucho cuidado.
La adaptación y el criterio del uso de las consonantes nasales como la “n” y la “m” con nuestra articulación española, con resonancia buco-nasal y no apretando la garganta, es de invalorable ayuda para traer la voz hacia adelante, en la máscara, requisito imprescindible de una buena emisión. Debe considerarse que el uso de la buconasalización es un método muy utilizado y mundialmente difundido por Madeleine Mansion, quien plantea que la "voz en la máscara" tiene la ventaja de que no se ocluye la nasofaringe. Dicha técnica debe utilizarse con mucho cuidado, evitando la nasalización en forma excluyente, y debe combinarse siempre con la buconasalización y considerarse únicamente como un recurso de búsqueda de proyección de la voz. Este recurso del sonido nasalizado se usa como elemento expresivo en la ópera Madame Butterfly, de Giacomo Puccini: en el famoso coro interno del segundo acto, el bocca chiusa (que debe realizarse sin tensar la garganta) brinda el clima dramático del momento.[cita requerida]

### La práctica alemana
La voz alemana es gutural, tiene un color faríngeo dado que resuena en la parte posterior de la boca, por la gran cantidad de consonantes posteriores de esta lengua. Suena “entubada”, con muy poco o ningún vibrato. Tiene posición baja de laringe y respiración abdominal baja. Esta técnica trata también de buscar la voz en la máscara.

### La práctica italiana
La voz italiana es la voz proyectada por excelencia, extrovertida debido al tipo de emisión de su lengua. Aquí se plantean dos escuelas de canto:
- La técnica surgida en Milán con una emisión clara proyectada.
- La técnica surgida en Nápoles con una emisión “sombría” “cupa” (voz cubierta).

Aquí, con el uso de la cobertura del sonido, la voz del tenor se amplía y puede acceder al agudo con voz de pecho, sin cambiar de registro. Esto se evidenció en la ópera del siglo XIX (véase bel canto), en la que, con nuevos requerimientos de proyección y potencia, provoca el surgimiento de otro tipo de técnica llamada aperto ma coperto ("voz cubierta con la garganta abierta") y tiene un fuerte apoyo respiratorio. Según Nicola Vaccai, compositor y profesor de canto, la técnica italiana permite trabajar las voces en otras lenguas y facilitar su emisión.[cita requerida]

### Práctica moderna
Desde mitades del siglo XX surgen nuevas técnicas pedagógicas para el desarrollo de la voz cantada. Se caracterizan por incorporar nuevos conocimientos científicos sobre la base de investigaciones y estudios modernos y en general tienen una mirada crítica hacia técnicas antiguas por sostener que carecen de un conocimiento empírico validado sobre la función vocal. Esa falencia, sostienen, generó que los docentes se basen en el resultado sonoro antes que en las relaciones de ese sonido con los mecanismos que generan su producción. Puede nombrarse, por ejemplo, la pedagogía vocal contemporánea, surgida entre 1950 y 1970, o el llamado método para la educación funcional de la voz, desarrollado desde 1980 por el docente y cantante Eugene Rabine.

## Registros vocales
El término registro vocal hace alusión a la forma de vibración de los labios vocales, el ligamentum y la capa mocosa, al producir el sonido. En la voz no entrenada, se nota un cambio en timbre al pasar de un registro a otro, denominado passaggio. Una meta central del bel canto es camuflar ese punto de cambio de timbre para lograr una sola característica de sonido en todos los registros.
La voz se divide en tres registros básicos:
- La voz de pecho es un movimiento del músculo vocalis, la cuerda vocal y la mucosidad que cubre los labios vocales. Es la función básica debajo del mi central tanto en voces femeninas como en voces masculinas. Por lo tanto, se nota más presencia de la voz de pecho en las voces masculinas. Como el movimiento del músculo vocalis casi siempre incluye movimientos de la capa mucosa, constituyentes de la voz de cabeza, frecuentemente se habla también de voz mixta, refiriéndose a una voz de pecho mezclada con vibraciones de cabeza.
- La voz de cabeza es un movimiento solo de la capa mucosa que cubre los labios vocales. Es la función básica de todas las voces encima del mi central. Por eso, en las voces femeninas es la función básica, mientras que en voces masculinas no entrenadas solo existe en su forma aislada como falsete. No se sabe todavía cuál es la diferencia entre la voz de cabeza y el falsete, ya que en la laringoscopia ambas funciones dan el mismo aspecto. Se supone que gran parte de la diferencia se debe a la diversidad de emisión en el tracto vocal.
- Una de las teorías mas difundidas en el canto clásico y profesional dice que la voz de cabeza es una voz impostada apoyada en el diafragma, que produce un volumen amplio al ayudar al sonido principal a colocarse en los resonadores naturales de la cabeza, principalmente la parte frontal del cráneo; en el caso del falsete, es una voz mucho más suave, que sube y baja sin mucha impostación del sonido, casi sin usar el apoyo en el diafragma. En otro estilo de música más campirano, en algunos países se canta haciendo "falsete", como en la huasteca mexicana y su huapango, o en Suiza, con el canto a la tirolesa.
- La voz de silbido o flageolet es un sonido de silbido producido al cerrar el músculo vocalis casi por completo, dejando solo un hueco pequeño. Ése registro aparece en voces femeninas agudas y, en casos aislados, en voces masculinas. Se usa para producir las notas desde do6 para arriba. Un ejemplo típico son las coloraturas de la Reina de la Noche en La flauta mágica de Wolfgang Amadeus Mozart.[cita requerida]

La práctica del bel canto persigue el ideal de una voz que pueda mezclar las dos funciones vocales sin un punto de quiebre notable (messa di voce). El ideal de una voz mezclada es el registro único.
| Tipo                    | Registro                      |
| ----------------------- | ----------------------------- |
| Voz grave               | 1.ª,2.ª,3.ª octava            |
| Voz de pecho            | 4.ª,5.ª,6.ª octava            |
| Voz de cabeza o Falsete | 4.ª,5.ª,6.ª octava            |
| Registro de silbido     | 6.ª,7.ª,8.ª,9.ª y 10.ª octava |

Además, en la práctica del Canto Popular y Contemporáneo, se han identificado al menos siete registros vocales diferentes: el registro de voz de pecho, el registro de voz de cabeza, la voz mixta, el falsete, la voz de susurro, la voz de silbido, y el vocal fry. Actualmente, los maestros y entrenadores de esta técnica vocal, mencionan que es posible producir nuestra voz con más registros que en el canto lírico o bel canto.

## Matices vocales
En el siglo XVI, el canto eclesiástico se distinguió de las composiciones polifónicas (composición eclesiástica a cuatro voces). El pionero de este tipo de obras fue Josquin Desprez. La nueva técnica de componer hizo necesario diferenciar tipos de voces que cumplían con diferentes funciones dentro de la música. Con la música de cuatro voces surgía la categorización por cuatro tipos básicos de voz: soprano, alto/contralto, tenor y bajo. Esas categorías siguen usándose en las partituras de oratorios y óperas.[cita requerida]
Además, con la diferenciación de las óperas en ópera buffa y ópera seria se distinguían también voces serias y buffas. Esa diferencia se fue convirtiendo en las categorías básicas de la lírica y dramática.
En el siglo XIX se hizo necesario agregar dos voces intermedias entre ambos pares: mezzosoprano (femenina) y barítono (masculino). Estas seis voces describen tanto la tesitura como el color (que es un parámetro que combina el timbre de la voz y su intensidad), siguiendo el Sistema Internacional de Índice Acústico:

Teclado de piano que indica la tesitura de soprano.

Teclado de piano que indica la tesitura de mezzosoprano.

Teclado de piano que indica la tesitura de contralto.

Teclado de piano que indica la tesitura de contratenor.

Teclado de piano que indica la tesitura de tenor.

Teclado de piano que indica la tesitura de barítono.

Teclado de piano que indica la tesitura de bajo.

- soprano: desde el do4 hasta el do6;
- mezzosoprano desde el la3 hasta el la5;
- alto o contralto: desde el sol3 hasta el fa5;
- tenor: desde el re3 hasta el la4;
- barítono: desde el sol2 hasta el mi4;
- bajo: desde el mi2 hasta el mi4.

### Matices en la ópera italiana
Dentro de estas seis categorías, existen subcategorías. Las categorías clásicas de la ópera italiana no conocen los registros medio de mezzosoprano y barítono. Esos registros se encuentran integrados en los registros adyacentes. Los registros clásicos son:
- Soprano
  - Soprano drammatico (spinto)
  - Soprano lírico
  - Soprano leggero, también soprano di coloratura o soprano d'agilità.

- Contralto
  - Contralto assoluto
  - Mezzocontralto

- Tenor
  - Tenore grave (baritenore)
  - Tenore leggero o Tenore buffo
  - Tenore lírico leggero o Tenore di grazia
  - Tenore lírico
  - Tenore lírico spinto
  - Tenore di forza (spinto)

- Bajo
  - Basso profondo
  - Basso cantante
  - Basso buffo

La categoría de voz es parte importante del contrato entre un cantante y una casa de ópera. El cantante puede rechazar papeles no adecuados para su voz. En Alemania, el Bühnenschiedsgericht ("juzgado mediador de escenarios") decide en caso de pleito. La base para sus decisiones es la definición del matiz vocal del cantante, según el Handbuch der Oper ("Manual de la ópera") de Rudolf Kloiber. La clasificación de Kloiber no concuerda con la clasificación italiana. Es más exacta porque define también los matices de mezzosoprano y barítono. Por la definición muy precisa puede ocurrir que un cantante cante papeles de diferentes Stimmfächer ("compartimientos vocales") a la vez.[cita requerida]

## Los tonos de voz más comunes y sus papeles

### Soprano
- Soprano dramática (g-c’’’)
  - papel protagónico en Richard Strauss: Electra
  - Brünnhilde en Richard Wagner: La Walkiria
- Soprano ligera (c’-f’’’, rara vez también más profunda)
  - la sonnambula, por Sarah Brightman
  - reina de la noche, en Wolfgang Amadeus Mozart: La flauta mágica
  - papel protagónico en Giuseppe Verdi: La traviata
- Soprano de carácter (h-c’’’)
  - Mélisande, en Claude Debussy: Peleas y Melisande
- Soprano dramática joven (c’-c’’’) (también: Soprano spinto)
  - papel protagónico en Antonín Dvořák: Rusalka
  - Leonora, en Verdi: El trovador
  - Mimì, en Giacomo Puccini: La Bohème
- Soprano lírica (c’-c’’’)
  - Marzelline, en Ludwig van Beethoven: Fidelio
  - Susanna, en Wolfgang Amadeus Mozart: Las bodas de Fígaro
- Soprano ligera lírica (c’-f’’’)
  - Norina, en Gaetano Donizetti: Don Pasquale
  - Zerbinetta, en Richard Strauss: Ariadne de Naxos
- Soprano soubrette (c’-c’’’)
  - Despina, en Wolfgang Amadeus Mozart: Così fan tutte
  - Gretchen, en Albert Lortzing: La voz de la naturaleza

### Mezzosoprano y alto
- Mezzosoprano dramática - (g-b’’)
  - Eboli, en Giuseppe Verdi: Don Carlos
  - Brangäne, en Richard Wagner: Tristán e Isolda
- Mezzosoprano ligera - (g-b’’)
  - Rosina, en Gioacchino Rossini: El barbero de Sevilla
- Mezzosoprano lírica - (g-b’’)
  - Cherubino, en Wolfgang Amadeus Mozart: Las bodas de Fígaro
  - Oktavian, en Richard Strauss: El caballero de la rosa
- Alto dramático - (g-b’’)
  - La Bruja/Jezibaba, en Antonín Dvořák: Rusalka
- Alto ligero (escaso)
  - Angelina, en Gioacchino Rossini: La Cenizienta
- Alto bufo (g-b’’)
  - Irmentraut, en Albert Lortzing: El armero
- Alto profundo (f-a’’)
  - Geneviève, en Claude Debussy: Peleas y Melisande
  - Una enferma, en Arnold Schönberg: Moisés y Aarón
- Contralto
  - papel protagónico, en Jean-Philippe Rameau: Hipólito y Alicia

### Tenor
- Heldentenor (c-c’’) (tenor heroico)
  - Tristan, en Richard Wagner: Tristán e Isolda
  - papel protagónico en Verdi: Otelo
- Tenor dramático (c-c’’)
  - Tristan, Siegfried, Siegmund, Parsifal, Lohengrin, Walther, Tannhauser y Rienzi de Richard Wagner
- tenor de carácter (A-b’)
  - Mime, en Richard Wagner: Sigfrido
- Tenor lírico (c-d’’)
  - Don Ottavio, en Mozart: Don Giovanni
  - Nemorino, en Donizetti: L’elisir d’amore
- Tenor ligero (c-h’)
  - Pedrillo, en Mozart: El rapto del serrallo
  - Beppo, en Ruggero Leoncavallo: Pagliacci
- Contratenor (f-f’’)
  - Oberon, en Benjamin Britten: El sueño de una noche de verano

### Barítono y bajo
- Heldenbarítono (G-fis’)
  - papel protagónico, en Wagner: El holandés errante
  - papel protagónico, en Verdi: Rigoletto
  - Jochanaan, en Richard Strauss: Salomé
- Barítono bajo (A-g’)
  - papel protagónico en Alban Berg:Wozzeck
- Barítono caballero (A-g’)
  - papel protagónico, en Mozart Don Giovanni
  - papel protagónico, en Pjotr Iljitsch Tschaikowski: Eugenio Oneguin
- Barítono lírico (B-a’)
  - papel protagónico en Rossini: El barbero de Sevilla
  - Valentin, en Charles Gounod: Fausto
- Bajo grave (C-f’)
  - Sarastro, en Mozart: La flauta mágica
  - Zaccaria, en Verdi: Nabucco
- Barítono bajo (E-f’)
  - papel protagónico, en Mozart: Las bodas de Fígaro
  - Alberich, en Wagner: El ocaso de los dioses
- Basso buffo más duro (D-f’)
  - Baculus, en Albert Lortzing La voz de la naturaleza
- Bajo bufo (E-f’)
  - Bartolo, en Rossini El barbero de Sevilla
  - Doktor, en Alban Berg: Wozzeck

Las voces altas son las femeninas, de do3 a do4

### Otras voces
Fuera de esta clasificación para el uso de la práctica de la ópera, hay otros tipos de voces masculinas. El contratenor, alto y sopranista hacen uso del registro de falsete y voz de cabeza para emitir un sonido semejante al canto femenino. En el castrato, que no existe ya en la práctica musical de hoy en día, se suprimía la mutación de la voz, a través de la amputación de los testículos.
También existe la voz de tiple, que es la voz de un varón que aún no ha llegado a la mutación.

## Ámbito de la voz en términos de frecuencia
En términos de frecuencia, la voz humana está normalmente entre la gama de 80 Herzio Hz y 1100 Hz (lo que equivale a, del mi2 al do6, en notación internacional, mi1 al do5 en notación franco-belga) considerando toda la gama de voces masculinas y femeninas.

## Gamas de frecuencia de la voz y los instrumentos musicales
La voz humana puede excepcionalmente producir sonidos de más baja o más alta frecuencia. Los récords mundiales van mucho más allá de esta gama, e incluso van más allá del límite de lo audible por el oído humano normal.

## Voces con una amplia gama

### Cantantes líricos
- Lucrezia Aguiari: do4 - do7.[10]
- Elizabeth Billington: la3 - la6.[11]
- María Callas: fa♯3[12][13] - fa6[14][15][16]
- Isabella Colbran: sol3 - mi6.[11]
- Manuel García: sol o la2 - re5.[17]
- María Malibrán: sol3 - mi6.[18]
- Giuditta Pasta: la3 - re6.[19]
- Adelina Patti: do4 - fa6.[20]
- Mado Robin: mi4 - re7.[21]
- Giovanni Battista Rubini: do3 - fa5.[11]
- Vitas: fa1 - la7
- Carla Maffioletti: mib31 - fa7
- Dimash Kudaibergen: la1 - re8[22][23][24]

## Ejemplos discográficos
La discográfica Decca editó un doble CD, Coloratura, dedicado en exclusiva a la clasificación de las voces humanas, ilustrándolas con fragmentos de grabaciones de cantantes ilustres interpretando grandes clásicos de la ópera.

## Día Mundial de la Voz
El 16 de abril se celebra en todo el mundo el Día Mundial de la Voz, cuyo objetivo es hacer conciencia sobre las enfermedades de este instrumento y sobre su importancia en la vida diaria (comunicación).

## Sobre los métodos de enseñanza del canto

### Alemán
- Great Singers on the Art of Singing, de James Francis Cooke.
- The Interpretation of Bach's Keyboard Works, de Artur Schnabel.
- A Handbook on German Lieder, de Max Friedlaender.

### Francés
- The French Song Anthology: The Vocal Library High Voice, de Richard Walters.
- The French Song Companion, de Graham Johnson.
- Master Singers: Advice from the Stage, de Donald George.

### Gospel
- The Gospel Voice: Today's Sounds of American Gospel, de Pearl Shanti.
- Belting: A Guide to Healthy, Powerful Singing, de Jeannie Gagne.
- Gospel Music: An African American Art Form, de Anthony Heilbut.

### Italiano
- The School of Bel Canto: Voice Training for the Singer-Actor, de Giovanni Battista Lamperti.
- On the Art of Singing, de Richard Miller.
- The Interpretation of Italian Song and the Legacy of Luigi Dallapiccola, de Roberta Montemorra Marvin.

### Moderno
- Contemporary Singing Techniques: Women's Edition, de Anne Peckham.
- The Complete Vocal Workout: A Step-by-Step Guide to Tough Vocals, de Roger Kain.
- Complete Vocal Fitness: A Singer's Guide to Physical Training, Anatomy, and Biomechanics, de Claudia Friedlander.

### Oriental
- The Raga Guide: A Survey of 74 Hindustani Ragas, de Joep Bor.
- Singing and Communicating in English: A Singer's Guide to English Diction, de Kathryn LaBouff.
- The Ragas of Northern Indian Music, de Alain Daniélou.